# 熊谷市立大里中学校
熊谷市立大里中学校（くまがやしりつ おおさとちゅうがっこう）は、埼玉県熊谷市にある公立中学校である。

## 沿革
- 1964年4月　- 旧市田・吉見中学校を統合して大里村立大里中学校として創立される。
- 1986年5月 - 昭和60年度全日本学校関係緑化コンクール入賞。
- 2002年4月 - 大里町立大里中学校に改名。
- 2005年10月 - 熊谷市立大里中学校に改名。
- 2005年11月 - 野球部が中学校新人体育大会埼玉県優勝。

## 歴代校長
- 飯島躬友
- 小柴仁一郎
- 横瀬繁雄
- 内田宗治
- 鯨井晴雄
- 黒田寛隆
- 国松進
- 木島宏
- 横山舜一
- 石澤邦彦
- 高橋清
- 中村充志
- 島田信雄
- 中島清

## 校区
- 熊谷市立市田小学校
- 熊谷市立吉見小学校

## 主な卒業生
- 山岸範宏(プロサッカー選手、1994年卒業)
- 佐向滝馬(俳優、プロダンサー、2002年卒業)
- 渡邉将教(元・プロボクサー、2000年卒業)
- 小貝典子(元・女子競艇選手)
- 大久保照夫(熊谷市議会議員)
- 福田勝美(熊谷市議会議員)